# Lophocolea liebmanniana
Lophocolea liebmanniana là một loài Rêu trong họ Lophocoleaceae. Loài này được Gottsche mô tả khoa học đầu tiên năm 1863.